# The Daily
Ne doit pas être confondu avec Apple Daily ou The Daily (podcast).
The Daily est un journal quotidien dont le premier numéro a été diffusé le 2 février 2011, sur iPad. Le journal n'est pas destiné à être diffusé sous forme papier. Conçu pour une diffusion exclusivement numérique, il compte se démarquer des autres quotidiens grâce à un contenu interactif.
The Daily publiera son dernier numéro le 15 décembre 2012, l'audience du journal n'a jamais décollée (100 000 abonnés lors de l'arrêt soit cinq fois moins que le seuil de rentabilité).
Plus de cent journalistes collaboraient à la rédaction du journal.